# Molophilus congregatus
Molophilus congregatus är en tvåvingeart som beskrevs av Alexander 1931. Molophilus congregatus ingår i släktet Molophilus och familjen småharkrankar. Inga underarter finns listade i Catalogue of Life.